# Dmytro Pavlytchko
Dmytro Pavlytchko (en ukrainien : Дмитро Васильович Павличко ; né le 28 septembre 1929 à Stoptchativ dans l'oblast d'Ivano-Frankivsk et mort le 29 janvier 2023 à Kiev, est un poète, traducteur, culturologue et homme politique ukrainien.

## Biographie
Dmytro Pavlytchko est un coorganisateur du Mouvement populaire d'Ukraine, député à la Rada suprême d'Ukraine en 1990-1999 et en 2004-2006.
Il fut professeur à l'université nationale Académie Mohyla de Kiev.

## Distinctions
- Lauréat du prix national Taras Chevtchenko, 1977
- Héros d'Ukraine, la plus haute distinction ukrainienne, avec l'attribution de l'Ordre de l'État (en ukrainien : Орден Держави), 2004
- Commandeur avec étoile de l'ordre du Mérite de la République de Pologne, 2014
- Docteur honoris causa de l'université de Lviv
- Docteur honoris causa de l'université de Varsovie

## Recueils de poèmes et de traductions
- Любов і ненависть, 1953.
- Моя земля, 1953.
- Чорна нитка, 1958.
- Правда кличе, 1958.
- Гранослов, 1968.
- Сонети подільської осені, 1973.
- Таємниця твого обличчя, 1974, 1979.
- Магістралями слова, літературна критика, 1978.
- Світовий сонет, переклади, 1983.
- Над глибинами, літературна критика, 1984.
- Спіраль, 1984.
- Поеми й притчі, 1986.
- Біля мужнього слова, літературна критика, 1988.
- Покаянні псалми, 1994.
- Антологія словацької поезії ХХ століття, 1997.
- Золоте ябко, 1998.
- Сонети В.Шекспіра, 1998.
- 50 польських поетів, 2000.
- Поезії Хосе Марті, 2001.
- Наперсток, 2002.
- Рубаї, 2003
- Сонети (poème et traductions), 2004.
- Не зрадь, 2005.
- Три строфи, 2007.
- Аутодафе, 2008.
- Мала антологія хорватської поезії, 2008.
- Потоп. 2010.
- Золоторогий олень. Поема. 2011.
- Най поховають мене на цьому полі. Новела. 2011.